# L'Oliver
L'Oliver és una masia de Sant Agustí de Lluçanès (Osona) inclosa a l'Inventari del Patrimoni Arquitectònic de Catalunya.

## Descripció
Casa de petites proporcions. La teulada és a dues vessants amb desaigua a les façanes laterals. La portalada principal és de pedra treballada, així com un balcó i totes les finestres. Al costat esquerre de la casa hi ha unes escales que donen pas al graner. A mà dreta trobem un edifici de construcció recent habilitat com a quadres. L'edificació està construïda sobre pedra.

## Història
És considerat un dels masos més antics, si bé no hem pogut trobar cap cita històrica.